# 天主教塔爾卡教區
天主教塔爾卡教區 （拉丁語：Dioecesis Talcensis）是智利一個羅馬天主教教區，屬聖地牙哥總教區。
1913年設立自治傳教區，1925年10月28日升為教區。教區位於馬烏萊大區的塔爾卡省和庫里科省，2010年有465,269名教友（佔教區總人口75.5%）、四十五個堂區、六十二名司鐸。現任教區主教為奧拉西奧·巴倫瑞拉·阿巴爾卡。